# Glenea pseudomyrsine
Glenea pseudomyrsine är en skalbaggsart som beskrevs av Stefan von Breuning 1956. Glenea pseudomyrsine ingår i släktet Glenea och familjen långhorningar. Inga underarter finns listade i Catalogue of Life.